# Mesocestoidae
Mesocestoidae är en familj av plattmaskar. Mesocestoidae ingår i ordningen Eucestoda, klassen Neodermata, fylumet plattmaskar och riket djur.